# هوانوالا
هوانوالا (به لاتین: Hevanewala) یک منطقهٔ مسکونی در سری‌لانکا است که در استان مرکزی (سری‌لانکا) واقع شده‌است.